# Послание Ивана Грозного Симеону Бекбулатовичу
Послание русского царя Ивана Грозного Симеону Бекбулатовичу было написано в 1575 году, когда Симеон носил титул «великого князя всея Руси». Письмо имеет форму челобитной «Иванца Московского» и считается ключевым источником, объясняющим причины формального отказа Ивана Грозного от верховной власти. Его включают в сборники сочинений царя

## Контекст и содержание
Письмо было написано в октябре 1575 года, вскоре после того, как Иван Грозный формально отрёкся от власти в пользу татарского царевича Симеона Бекбулатовича. В качестве «Иванца Московского» он и его сыновья, Иван и Фёдор, направили Симеону послание в виде смиренной челобитной. В этом документе предлагается провести размежевание владений, то есть фактически снова разделить Русское царство на два территориальных массива, как в годы опричнины.